# CCTV-4
CCTV-4 (中国中央电视台中文国际频道S) è il canale internazionale in cinese della rete televisiva cinese CCTV. È uno dei tre canali cinesi dedicato al pubblico estero, gli altri due sono CCTV-9, CGTN-Español e CGTN-Français.
Questo canale trasmette vari contenuti, tra cui documentari, musica, notizie, film, sport e cartoni animati.
L'emittente è ricevibile in Europa via satellite attraverso la flotta Hotbird, sui 13° Est.